# Ronde van Castilië en León 2014
De 29e editie van de Ronde van Castilië en León vond in 2014 plaats van 16 tot en met 18 mei. De start was in Ciudad Rodrigo, de finish in Bembibre. De ronde maakte deel uit van de UCI Europe Tour 2014, in de categorie 2.1. In 2013 won Rubén Plaza in zijn thuisland. Dit jaar won zijn landgenoot David Belda.

## Deelnemende ploegen
| WorldTour | ProContinentaal        | Continentaal             |
| --------- | ---------------------- | ------------------------ |
| Movistar  | Caja Rural-Seguros RGA | Burgos-BH                |
|           |                        | Euskadi                  |
|           |                        | 4-72 Colombia            |
|           |                        | Area Zero                |
|           |                        | Differdange-Losch        |
|           |                        | Efapel-Glassdrive        |
|           |                        | LA Aluminios-Antarte     |
|           |                        | Lokosphinx               |
|           |                        | Louletano-Dunas Douradas |
|           |                        | MG Kvis-Wilier           |
|           |                        | Nankang-Fondriest        |
|           |                        | Rádio Popular            |
|           |                        | Team Ecuador             |
|           |                        | Team Stuttgart           |

## Etappe-overzicht
| etappe | datum    | start          | finish         | type       | afstand  | winnaar            | klassementsleider  |
| ------ | -------- | -------------- | -------------- | ---------- | -------- | ------------------ | ------------------ |
| 1e     | 16 april | Ciudad Rodrigo | Bembibre       | Vlakke rit | 161,4 km | José Joaquín Rojas | José Joaquín Rojas |
| 2e     | 17 april | Zamora         | Alto de Lubián | Bergrit    | 179,2 km | David Belda        | David Belda        |
| 3e     | 18 april | Lubián         | Bembibre       | Bergrit    | 164,6 km | Luis León Sánchez  | David Belda        |

## Etappe-uitslagen

### 1e etappe
| Ciudad Rodrigo – Bembibre (161,4 km) |                    |                          |          |
| Plaats                               | Naam               | Ploeg                    | Tijd     |
| Winnaar                              | José Joaquín Rojas | Movistar                 | 4u34'00" |
| 2                                    | Sergej Sjilov      | Lokosphinx               | z.t.     |
| 3                                    | Carlos Barbero     | Euskadi                  | z.t.     |
| 4                                    | Francesco Lasca    | Caja Rural-Seguros RGA   | z.t.     |
| 5                                    | Enrique Sanz       | Movistar                 | z.t.     |
| 6                                    | Joaquín Sobrino    | Differdange-Losch        | z.t.     |
| 7                                    | Vicente García     | Louletano-Dunas Douradas | z.t.     |
| 8                                    | Alexander Krieger  | Team Stuttgart           | z.t.     |
| 9                                    | Filippo Baggio     | Nankang-Fondriest        | z.t.     |
| 10                                   | Luca Chirico       | MG Kvis-Wilier           | z.t.     |
|                                      |                    |                          |          |
| 114                                  | Kevin Suárez       | Differdange-Losch        | + 11'45" |

| Algemeen klassement |                    |                          |          |
| Plaats              | Naam               | Ploeg                    | Tijd     |
| Zwarte trui         | José Joaquín Rojas | Movistar                 | 4u33'50" |
| 2                   | Sergej Sjilov      | Lokosphinx               | + 4"     |
| 3                   | Carlos Barbero     | Euskadi                  | + 6"     |
| 4                   | Francesco Lasca    | Caja Rural-Seguros RGA   | + 10"    |
| 5                   | Enrique Sanz       | Movistar                 | z.t.     |
| 6                   | Joaquín Sobrino    | Differdange-Losch        | z.t.     |
| 7                   | Vicente García     | Louletano-Dunas Douradas | z.t.     |
| 8                   | Alexander Krieger  | Team Stuttgart           | z.t.     |
| 9                   | Filippo Baggio     | Nankang-Fondriest        | z.t.     |
| 10                  | Luca Chirico       | MG Kvis-Wilier           | z.t.     |
|                     |                    |                          |          |
| 114                 | Kevin Suárez       | Differdange-Losch        | + 11'55" |

### 2e etappe
| Zamora – Alto de Lubián (179,2 km) |                     |                        |          |
| Plaats                             | Naam                | Ploeg                  | Tijd     |
| Winnaar                            | David Belda         | Burgos-BH              | 4u29'17" |
| 2                                  | Marcos García       | Caja Rural-Seguros RGA | + 53"    |
| 3                                  | Sylwester Szmyd     | Movistar               | + 55"    |
| 4                                  | Aleksej Rybalkin    | Lokosphinx             | + 1'28"  |
| 5                                  | Edgar Pinto         | LA Aluminios-Antarte   | + 1'45"  |
| 6                                  | Javier Moreno       | Movistar               | z.t.     |
| 7                                  | Jesús del Pino      | Burgos-BH              | z.t.     |
| 8                                  | Federico Figueiredo | Rádio Popular          | z.t.     |
| 9                                  | David Arroyo        | Caja Rural-Seguros RGA | + 1'56"  |
| 10                                 | Ricardo Mestre      | Efapel-Glassdrive      | z.t.     |
|                                    |                     |                        |          |
| 114                                | Kevin Suárez        | Differdange-Losch      | + 24'27" |

| Algemeen klassement |                     |                        |          |
| Plaats              | Naam                | Ploeg                  | Tijd     |
| Zwarte trui         | David Belda         | Burgos-BH              | 9u03'07" |
| 2                   | Marcos García       | Caja Rural-Seguros RGA | + 57"    |
| 3                   | Sylwester Szmyd     | Movistar               | + 1'01"  |
| 4                   | Aleksej Rybalkin    | Lokosphinx             | + 1'38"  |
| 5                   | Javier Moreno       | Movistar               | + 1'55"  |
| 6                   | Jesús del Pino      | Burgos-BH              | z.t.     |
| 7                   | Edgar Pinto         | LA Aluminios-Antarte   | z.t.     |
| 8                   | Federico Figueiredo | Rádio Popular          | z.t.     |
| 9                   | Antonio Carvalho    | LA Aluminios-Antarte   | + 2'06"  |
| 10                  | Ricardo Mestre      | Efapel-Glassdrive      | z.t.     |
|                     |                     |                        |          |
| 117                 | Kevin Suárez        | Differdange-Losch      | + 36'22" |

### 3e etappe
| Lubián – Bembibre (164,6 km) |                    |                        |          |
| Plaats                       | Naam               | Ploeg                  | Tijd     |
| Winnaar                      | Luis León Sánchez  | Caja Rural-Seguros RGA | 4u46'48" |
| 2                            | Sérgio Sousa       | Efapel-Glassdrive      | + 47"    |
| 3                            | José Joaquín Rojas | Movistar               | + 1'53"  |
| 4                            | Fabricio Ferrari   | Caja Rural-Seguros RGA | z.t.     |
| 5                            | Miguel Mínguez     | Euskadi                | z.t.     |
| 6                            | Amets Txurruka     | Caja Rural-Seguros RGA | z.t.     |
| 7                            | Edgar Pinto        | LA Aluminios-Antarte   | z.t.     |
| 8                            | Jesús del Pino     | Burgos-BH              | z.t.     |
| 9                            | Matteo Busato      | MG Kvis-Wilier         | z.t.     |
| 10                           | Javier Moreno      | Movistar               | z.t.     |

## Eindklassementen
| Plaats      | Naam                  | Ploeg                    | Tijd      |
| ----------- | --------------------- | ------------------------ | --------- |
| Zwarte trui | David Belda           | Burgos-BH                | 13u51'48" |
| 2           | Marcos García         | Caja Rural-Seguros RGA   | + 57"     |
| 3           | Sylwester Szmyd       | Movistar                 | + 1'01"   |
| 4           | Aleksej Rybalkin      | Lokosphinx               | + 1'38"   |
| 5           | Javier Moreno         | Movistar                 | + 1'55"   |
| 6           | Jesús del Pino        | Burgos-BH                | z.t.      |
| 7           | Edgar Pinto           | LA Aluminios-Antarte     | z.t.      |
| 8           | Federico Figueiredo   | Rádio Popular            | z.t.      |
| 9           | Antonio Carvalho      | LA Aluminios-Antarte     | + 2'06"   |
| 10          | David Arroyo          | Caja Rural-Seguros RGA   | z.t.      |
| 11          | Raúl García           | Louletano-Dunas Douradas | + 2'18"   |
| 12          | Sandro Silva          | Louletano-Dunas Douradas | z.t.      |
| 13          | Juan José Oroz        | Burgos-BH                | + 2'30"   |
| 14          | Juan Ernesto Chamorro | 4-72 Colombia            | + 2'37"   |
| 15          | Matteo Busato         | MG Kvis-Wilier           | z.t.      |
| 16          | José Joaquín Rojas    | Movistar                 | + 2'48"   |
| 17          | Víctor de la Parte    | Efapel-Glassdrive        | + 2'51"   |
| 18          | Fabricio Ferrari      | Caja Rural-Seguros RGA   | z.t.      |
| 19          | Amets Txurruka        | Caja Rural-Seguros RGA   | + 2'58"   |
| 20          | Miguel Mínguez        | Euskadi                  | + 3'02"   |

| Plaats      | Naam               | Ploeg                  | Punten |
| ----------- | ------------------ | ---------------------- | ------ |
| Groene trui | José Joaquín Rojas | Movistar               | 41     |
| 2           | David Belda        | Burgos-BH              | 25     |
| 3           | Luis León Sánchez  | Caja Rural-Seguros RGA | 25     |

| Plaats    | Naam           | Ploeg             | Punten |
| --------- | -------------- | ----------------- | ------ |
| Rode trui | Paolo Ciavatta | Area Zero         | 23     |
| 2         | Luca Chirico   | MG Kvis-Wilier    | 13     |
| 3         | Sérgio Sousa   | Efapel-Glassdrive | 12     |

| Plaats      | Naam            | Ploeg                  | Punten |
| ----------- | --------------- | ---------------------- | ------ |
| Blauwe trui | David Belda     | Burgos-BH              | 7      |
| 2           | Marcos García   | Caja Rural-Seguros RGA | 11     |
| 3           | Sylwester Szmyd | Movistar               | 20     |

| Plaats | Ploeg                  | Tijd      |
| ------ | ---------------------- | --------- |
|        | Caja Rural-Seguros RGA | 41u31'39" |
| 2      | Burgos-BH              | + 28"     |
| 3      | Movistar               | + 1'55"   |

## Klassementenverloop
| Etappe       | Winnaar            | Algemeen klassement · | Puntenklassement · | Bergklassement · | Combinatieklassement · | Ploegenklassement      |
| ------------ | ------------------ | --------------------- | ------------------ | ---------------- | ---------------------- | ---------------------- |
| 1            | José Joaquín Rojas | José Joaquín Rojas    | José Joaquín Rojas | Luca Chirico     | Luca Chirico           | Movistar               |
| 2            | David Belda        | David Belda           | David Belda        | David Belda      | David Belda            | Burgos-BH              |
| 3            | Luis León Sánchez  | David Belda           | José Joaquín Rojas | Paolo Ciavatta   | David Belda            | Caja Rural-Seguros RGA |
| 0Eindstanden | 0Eindstanden       | David Belda           | José Joaquín Rojas | Paolo Ciavatta   | David Belda            | Caja Rural-Seguros RGA |

## UCI Europe Tour
In deze Ronde van Castilië en León waren punten te verdienen voor de ranking in de UCI Europe Tour 2014. Enkel renners die uitkwamen voor een (pro-)continentale ploeg, maakten aanspraak om punten te verdienen.
| Positie                      | 1e | 2e | 3e | 4e | 5e | 6e | 7e | 8e | 9e | 10e | 11e | 12e |
| Eindklassement               | 80 | 56 | 32 | 24 | 20 | 16 | 12 | 8  | 7  | 6   | 5   | 3   |
| Per etappe                   | 16 | 11 | 6  | 5  | 4  | 2  |    |    |    |     |     |     |
| Drager leiderstrui (per dag) | 8  |    |    |    |    |    |    |    |    |     |     |     |

| #  | Renner              | Ploeg                    | Punten |
| -- | ------------------- | ------------------------ | ------ |
| 1  | David Belda         | Burgos-BH                | 104    |
| 2  | Marcos García       | Caja Rural-Seguros RGA   | 67     |
| 3  | Aleksej Rybalkin    | Lokosphinx               | 29     |
| 4  | Luis León Sánchez   | Caja Rural-Seguros RGA   | 16     |
| 4  | Jesús del Pino      | Burgos-BH                | 16     |
| 4  | Edgar Pinto         | LA Aluminios-Antarte     | 16     |
| 7  | Sergej Sjilov       | Lokosphinx               | 11     |
| 7  | Sérgio Sousa        | Efapel-Glassdrive        | 11     |
| 9  | Federico Fegueiredo | Rádio Popular            | 8      |
| 10 | Antonio Carvalho    | LA Aluminios-Antarte     | 7      |
| 11 | Carlos Barbero      | Euskadi                  | 6      |
| 11 | David Arroyo        | Caja Rural-Seguros RGA   | 6      |
| 13 | Francesco Lasca     | Caja Rural-Seguros RGA   | 5      |
| 13 | Fabricio Ferrari    | Caja Rural-Seguros RGA   | 5      |
| 13 | Raúl García         | Louletano-Dunas Douradas | 5      |
| 16 | Miguel Mínguez      | Euskadi                  | 4      |
| 17 | Sandro Silva        | Louletano-Dunas Douradas | 3      |
| 18 | Joaquín Sobrino     | Differdange-Losch        | 2      |
| 18 | Amets Txurruka      | Caja Rural-Seguros RGA   | 2      |

1985 · 1986 · 1987 · 1988 · 1989 · 1990 · 1991 · 1992 · 1993 · 1994 · 1995 · 1996 · 1997 · 1998 · 1999 · 2000 · 2001 · 2002 · 2003 · 2004 · 2005 · 2006 · 2007 · 2008 · 2009 · 2010 · 2011 · 2012 · 2013 · 2014 · 2015 · 2016 ·2017 · 2018 · 2019 · 2020 · 2021 · 2022 · 2023 · 2024
Etappewedstrijden

 Ster van Bessèges ·
 Ronde van de Middellandse Zee ·
 Ruta del Sol ·
 Ronde van de Algarve ·
 Ronde van de Haut-Var ·
 Driedaagse van West-Vlaanderen ·
 Internationale Wielerweek ·
 Internationaal Wegcriterium ·
 Driedaagse van De Panne-Koksijde ·
 Ronde van de Sarthe ·
 Ronde van Trentino ·
 Ronde van Turkije ·
 Vierdaagse van Duinkerke ·
 Ronde van Azerbeidzjan ·
 Szlakiem Grodów Piastowskich ·
 Ronde van Castilië en León ·
 Ronde van Picardië ·
 Ronde van Noorwegen ·
 World Ports Classic ·
 Ronde van Beieren ·
 Ronde van België ·
 Tour des Fjords ·
 Ronde van Estland ·
 Ronde van Luxemburg ·
 Boucles de la Mayenne ·
 Ster ZLM Toer ·
 Ronde van Slovenië ·
 Route du Sud ·
 Ronde van Oostenrijk ·
 Sibiu Cycling Tour ·
 Ronde van Wallonië ·
 Ronde van Portugal ·
 Ronde van Denemarken ·
 Ronde van de Ain ·
 Ronde van Burgos ·
 Arctic Race of Norway ·
 Ronde van de Limousin ·
 Ronde van Poitou-Charentes ·
 Ronde van Groot-Brittannië ·
 Ronde van Gévaudan Languedoc-Roussillon ·
 Eurométropole Tour
Eendaagse wedstrijden

 GP La Marseillaise ·
 Grote Prijs van de Etruskische Kust ·
 Trofeo Palma ·
 Trofeo Ses Salines ·
 Trofeo Serra de Tramuntana ·
 Trofeo Platja de Muro ·
 Trofeo Laigueglia ·
 Ronde van Murcia ·
 Omloop Het Nieuwsblad ·
 Classic Sud Ardèche ·
 GP Lugano ·
 Clásica de Almería ·
 Kuurne-Brussel-Kuurne ·
 La Drôme Classic ·
 Le Samyn ·
 GP Città di Camaiore ·
 Strade Bianche ·
 Roma Maxima ·
 Ronde van Drenthe ·
 Dwars door Drenthe ·
 Nokere Koerse ·
 GP Nobili Rubinetterie ·
 Handzame Classic ·
 Classic Loire-Atlantique ·
 Grote Prijs van Cholet-Pays de Loire ·
 Dwars door Vlaanderen ·
 Route Adélie de Vitré ·
 Volta Limburg Classic ·
 Grote Prijs Miguel Indurain ·
 Ronde van La Rioja ·
 Scheldeprijs ·
 GP Cerami ·
 Klasika Primavera ·
 Parijs-Camembert ·
 Brabantse Pijl ·
 GP Denain ·
 Ronde van de Finistère ·
 Tro Bro Léon ·
 Ronde van Keulen ·
 La Roue Tourangelle ·
 Rund um den Finanzplatz Eschborn-Frankfurt ·
 Ronde van de Somme ·
 ProRace Berlin ·
 Grote Prijs van Plumelec ·
 Boucles de l'Aulne ·
 Ronde van Zeeland Seaports ·
 GP Kanton Aargau ·
 Ronde van Limburg ·
 Ronde van de Apennijnen ·
 Halle-Ingooigem ·
 Prueba Villafranca de Ordizia ·
 GP Industria & Artigianato-Larciano ·
 Ronde van Toscane ·
 Circuito de Getxo ·
 Polynormande ·
 RideLondon Classic ·
 GP Stad Zottegem ·
 Arnhem-Veenendaal Classic ·
 Châteauroux Classic de l'Indre ·
 Druivenkoers Overijse ·
 Brussels Cycling Classic ·
 GP Fourmies ·
 Ronde van de Doubs ·
 GP Jef Scherens ·
 Coppa Bernocchi ·
 GP van Wallonië ·
 Coppa Agostoni ·
 Ronde van de Drie Valleien ·
 Kampioenschap van Vlaanderen ·
 Grote Prijs Impanis-Van Petegem ·
 Memorial Marco Pantani ·
 GP Industria & Commercio di Prato ·
 GP van Isbergues ·
 Omloop van het Houtland ·
 Duo Normand ·
 Milaan-Turijn ·
 Ronde van het Münsterland ·
 Ronde van de Vendée ·
 Memorial Frank Vandenbroucke ·
 Coppa Sabatini ·
 Parijs-Bourges ·
 Ronde van Emilia ·
 Parijs-Tours ·
 GP Beghelli ·
 Nationale Sluitingsprijs ·
 Chrono des Nations